# Wielki Trybecz
Wielki Trybecz (słow. Veľký Tríbeč, 829 m n.p.m.) – najwyższy szczyt pasma górskiego Trybecz w Centralnych Karpatach Zachodnich, na terenie zachodniej Słowacji. Wznosi się w środkowej części pasma, ok. 5,5 km na zachód od wsi Zlatno. Przez szczyt biegnie granica powiatów Topolczany i Zlaté Moravce.
Tworzy rozłożysty masyw zbudowany z granitoidów, które zwłaszcza na południowych stokach tworzą interesujące formacje geomorfologiczne, w tym stare piargi i rumowiska skalne. 
Stoki pokrywają gęste lasy liściaste. Sam wierzchołek jest wolny od lasu i roztacza się z niego panorama na południowy wschód. Na stokach Wielkiego Trybecza mają źródła potoki Drevenica, Dubnica i Čerešňový potok. Szczyt jest dostępny dla turystów.
Na szczycie znajdują się rozległe grodzisko – zabytek kultury łużyckiej z epoki brązu, z dobrze zachowanymi wałami ziemnymi. W ostatnich latach rozpoczęto tam badania archeologiczne. Obok resztki kamiennych murów dawnej pustelni.